# Liliana Abud
Liliana Abud (5 de julho de 1948) é uma atriz e escritora mexicana.

## Filmografia

### Como atriz

#### Televisão
- Cartas para una víctima (1978)
- Gotita de gente (1978) .... Martha Rivera Valdés
- Amor prohibido (1979) .... Silvia
- Añoranza (1979)
- Espejismo  (1980)
- Colorina (1980) .... Alba de Almazán
- La divina Sarah (1980) .... Lysiana Bernhardt
- Una limosna de amor (1981) .... Daniela
- Gabriel y Gabriela (1982) .... Martha
- Un solo corazón (1983) .... María
- Tú o nadie (1985) .... Camila Lombardo
- Herencia maldita  (1986) .... Clara Velarde
- Rosa salvaje (1987) .... Cándida Linares
- Mi segunda madre (1989) .... Sonia de Mendez
- Destinos (1992) .... Raquel Rodríguez
- Julia vs. Julia (2019) ... Carmen

#### Cinema
- El ruiseñor chino (1986)
- Rapunsell (1986)
- El rey Midas (1986)
- Hanzel y Gretel (1986)
- El gato con botas (1986)
- La doncella sabia (1986)
- La dama o el león (1986)
- El niño que quiso temblar (1986)
- Vieja moralidad (1988) .... Benedicta
- Íntimo terror (1992)

### Como escritora

#### Televisão
- En tierras salvajes (2017)
- La tempestad (2013)
- Triunfo del amor (2010/11)
- Corazón salvaje (2009/10)
- Juro que te amo (2008/09)
- Fuego en la sangre (2008)
- Mundo de fieras (2006)
- Barrera de amor (2005/06)
- La esposa virgen (2005)
- La madrastra (2005)
- Piel de otoño (2004)
- Amarte es mi pecado (2004)
- Mariana de la noche (2003/04)
- La otra (2002)
- Entre el amor y el odio (2002)
- Abrázame muy fuerte (2000/01)
- Háblame de amor (1999/2000)
- Segunda parte de Rosalinda (1999)
- El privilegio de amar (1998/99)
- Desencuentro (1997/98)
- Segunda parte de María Isabel (1997/98)
- La antorcha encendida (1996)
- Lazos de amor (1995) (não creditada)
- Primeira parte de El vuelo del águila (1994)
- Los parientes pobres (1993)
- Atrapada (1991)
- Yo compro esa mujer (1990)
- Amor en silencio (1988)
- Cicatrices del alma (1986/87)

## Prêmios e indicações
| Ano  | Premiação  | Categoria                    | Telenovela          | Resultado |
| ---- | ---------- | ---------------------------- | ------------------- | --------- |
| 2012 | TVyNovelas | Melhor história ou adaptação | Triunfo del amor    | Indicado  |
| 2009 | TVyNovelas | Melhor história ou adaptação | Fuego en la sangre  | Indicado  |
| 2001 | TVyNovelas | Melhor história ou adaptação | Abrázame muy fuerte | Venceu    |
| 1989 | TVyNovelas | Melhor história ou adaptação | Amor en silencio    | Venceu    |
| 1986 | TVyNovelas | Melhor atriz juvenil         | Tú o nadie          | Indicado  |